# Leptotarsus stenostyla
Leptotarsus stenostyla är en tvåvingeart som först beskrevs av Alexander 1953.  Leptotarsus stenostyla ingår i släktet Leptotarsus och familjen storharkrankar.
Artens utbredningsområde är Ecuador. Inga underarter finns listade i Catalogue of Life.